# アレン子爵
アレン子爵（アレンししゃく、英: Viscount Allen）は、アイルランド貴族の爵位。1717年に創設され、1845年に廃絶した。

## 歴史
アイルランド王国の政治家でアイルランド庶民院議員を務めたジョン・アレン(1661–1726)は、1717年8月28日にアイルランド貴族であるダブリン県スティローガンのアレン男爵とキルデア県におけるアレン子爵に叙された。その息子にあたる2代子爵ジョシュア・アレン(1685–1742)、そのまた息子にあたる3代子爵ジョン・アレン(1713–1745)もアイルランド庶民院議員を務めた政治家だった。2代子爵の弟の息子にあたる4代子爵ジョン・アレン(bef.1726–1753)はアイルランド庶民院議員を、その弟にあたる5代子爵ジョシュア・アレン(1728–1816)はグレートブリテン庶民院議員を務めた。5代子爵の息子である6代子爵ジョシュア・アレン(c.1783–1845)が生涯未婚のまま死去すると、爵位は継承者がいなくなり廃絶した。

## アレン子爵（1717年）
- 初代アレン子爵ジョン・アレン（1661年 – 1726年）
- 第2代アレン子爵ジョシュア・アレン（1685年 – 1742年）
- 第3代アレン子爵ジョン・アレン（1713年 – 1745年）
- 第4代アレン子爵ジョン・アレン（1726年以前 – 1753年）
- 第5代アレン子爵ジョシュア・アレン（1728年 – 1816年）
- 第6代アレン子爵ジョシュア・アレン（1783年ごろ – 1845年）